# Frédéric Vichot
Pour les articles homonymes, voir Vichot.
Frédéric Vichot, né le 1er mai 1959 à Valay (Haute-Saône) est un coureur cycliste français, professionnel de 1981 à 1992.

## Biographie

### Parcours
Après sept années en tant qu'amateur, où il acquiert 65 victoires, il devient professionnel en 1981 et le reste jusqu'en 1992.
Il était considéré comme un des meilleurs descendeurs de sa génération. Cette qualité lui a permis de remporter sa première étape sur le Tour de France 1984 à Grenoble. Il lâcha alors l'Australien Phil Anderson dans une descente en vue de l'arrivée. 
Son deuxième succès d'étape, sur le Tour de France 1985 à Toulouse, résultait d'une très longue échappée de 207 Kilomètres en solitaire. Cette même année, il perdit Paris-Nice, le dernier jour lors du contre la montre du col d'Èze au profit de son coéquipier, l'Irlandais Sean Kelly. 
Toujours en 1985, il devient Champion de France de demi-fond sur piste devant Éric Guyot et Yvon Bertin.

### Vie privée
Frédéric Vichot est resté dans son département d'origine la Haute-Saône, il est toujours aussi passionné de cyclisme,
Il a tenu pendant plusieurs dizaines d'années jusqu'au 30 septembre 2022 un magasin de cycle à Noidans-lès-Vesoul,. De plus, il organise tous les ans avec le club « cyclo-sport Vesoul », une course de vélo par équipe intitulée la « Fred Vichot » dans le district de Vesoul, depuis l'an 2000.
Son petit-cousin, Arthur Vichot, devient professionnel au début de l'année 2010, il sera sacré Champion de France sur route trois ans plus tard.

## Palmarès

### Palmarès amateur
- Amateur
  - 1974-1980 : 65 victoires
- 1978
  - 2e du Critérium du Printemps
- 1979
  - 3eb étape du Tour de Liège
  - 3e de Paris-Dreux
- 1980
  -  Champion de France militaires
  - Circuit des Mines :
    - Classement général
    - 3ea étape

  - 4e étape de la Route de France
  - 3ea étape de l'Étoile des Espoirs (ex æquo avec Phil Anderson)
  - 2e du Tour de Franche-Comté
  - 3e de la Palme d'or Merlin-Plage
  - 9e du Tour de l'Avenir

### Palmarès professionnel
- 1981
  - 12e étape du Tour d'Espagne
- 1983
  - 3e étape du Tour de l'Avenir
- 1984
  - 15e étape du Tour de France
  - 2e du Grand Prix de Plouay
  - 5e du Critérium international
  - 7e de Paris-Nice
  - 7e de l'Amstel Gold Race
- 1985
  - 16e étape du Tour de France
  - 2e du Grand Prix de Cannes
  - 3e de la Ronde des Pyrénées
  - 3e de Paris-Nice
  - 3e du Tour Midi-Pyrénées
  - 10e du Championnat de Zurich
- 1987
  - 2e du Grand Prix de Cannes
- 1989
  - 3e du Grand Prix du Pays de Galles
- 1990
  - 2e de la Route du Sud

## Résultats sur les grands tours

### Tour de France
6 participations
- 1984 : 23e, vainqueur de la 15e étape
- 1985 : 31e, vainqueur de la 16e étape
- 1986 : 100e
- 1988 : 28e
- 1989 : 37e
- 1991 : 20e

### Tour d'Espagne
1 participation
- 1981 : 21e, vainqueur de la 12e étape

### Tour d'Italie
1 participation
- 1991 : abandon (19e étape)

## Résultat sur piste

### Championnats de France
| - 1981 - 3e de la course aux points - 1984 - 3e de la vitesse | - 1985 - Champion de France de demi-fond |